# Rosenberg (Teksas)
Rosenberg – miasto w Stanach Zjednoczonych, w stanie Teksas, w hrabstwie Fort Bend. Zostało nazwane na cześć Henry'ego Rosenberga – finansisty, przedsiębiorcy kolejowego i filantropa z Galveston, który zbudował linię kolejową, dzięki której powstało miasto.

## Demografia
Według przeprowadzonego przez United States Census Bureau spisu powszechnego w 2010 miasto liczyło 30 618 mieszkańców, co oznacza wzrost o 27,3% w porównaniu do roku 2000. Natomiast skład etniczny w mieście wyglądał następująco: Biali 61,1%, Afroamerykanie 13,4%, Azjaci 1,0%, pozostali 24,5%. Kobiety stanowiły 51,5% populacji.